# Wspólnota administracyjna Lauffen am Neckar
Wspólnota administracyjna Lauffen am Neckar – wspólnota administracyjna (niem. Vereinbarte Verwaltungsgemeinschaft) w Niemczech, w kraju związkowym Badenia-Wirtembergia, w rejencji Stuttgart, w regionie Heilbronn-Franken, w powiecie Heilbronn. Siedziba wspólnoty znajduje się w mieście Lauffen am Neckar, przewodniczącym jej Klaus-Peter Waldenberger.
Wspólnota zrzesza jedno miasto i dwie gminy wiejskie:
- Lauffen am Neckar, miasto, 10 911 mieszkańców, 22,63 km²
- Neckarwestheim, 3 509 mieszkańców, 13,97 km²
- Nordheim, 7 436 mieszkańców, 12,71 km²